# Klenovi
Squalius je rod zrakoperki u porodici šaranke. Najpoznatiji pripadnik ovog roda je klen (Squalius cephalus). Rod Squalius je za razliku od sličnog roda Leuciscus ograničen na Europski kontinent. Obuhvaća 47 vrstu

## Popis vrsta
1. Squalius adanaensis Turan, Kottelat & Do?an, 2013
2. Squalius agdamicus Kamensky, 1901
3. Squalius albus (Bonaparte, 1838)
4. Squalius anatolicus (Bogutskaya, 1997)
5. Squalius aphipsi (Aleksandrov, 1927)
6. Squalius aradensis (Coelho, Bogutskaya, Rodrigues & Collares-Pereira, 1998)
7. Squalius aristotelis Özulu? & Freyhof, 2011
8. Squalius cappadocicus Özulu? & Freyhof, 2011
9. Squalius carinus Özulu? & Freyhof, 2011
10. Squalius carolitertii (Doadrio, 1988)
11. Squalius castellanus Doadrio, Perea & Alonso, 2007
12. Squalius cephaloides (Battalgil, 1942)
13. Squalius cephalus (Linnaeus, 1758)
14. Squalius cii (Richardson, 1857)
15. Squalius ghigii (Gianferrari, 1927)
16. Squalius illyricus Heckel & Kner, 1858, ilirski klen
17. Squalius irideus (Ladiges, 1960)
18. Squalius janae Bogutskaya & Zupančič, 2010
19. Squalius keadicus (Stephanidis, 1971)
20. Squalius kosswigi (Karaman, 1972)
21. Squalius kottelati Turan, Yilmaz & Kaya, 2009
22. Squalius laietanus Doadrio, Kottelat & de Sostoa, 2007
23. Squalius lepidus Heckel, 1843
24. Squalius lucumonis (Bianco, 1983)
25. Squalius malacitanus Doadrio & Carmona, 2006
26. Squalius microlepis Heckel, 1843, makal
27. Squalius moreoticus (Stephanidis, 1971)
28. Squalius orientalis Heckel, 1847
29. Squalius orpheus Kottelat & Economidis, 2006
30. Squalius pamvoticus (Stephanidis, 1939)
31. Squalius peloponensis (Valenciennes, 1844)
32. Squalius platyceps Zupančič, Marić, Naseka & Bogutskaya, 2010
33. Squalius prespensis (Fowler, 1977)
34. Squalius pyrenaicus (Günther, 1868)
35. Squalius recurvirostris Özulu? & Freyhof, 2011
36. Squalius seyhanensis Turan, Kottelat & Do?an, 2013
37. Squalius spurius Heckel, 1843
38. Squalius squaliusculus Kessler, 1872
39. Squalius squalus (Bonaparte, 1837)
40. Squalius svallize Heckel & Kner, 1858, svalić
41. Squalius tenellus Heckel, 1843, sitnoljuskavi klen
42. Squalius torgalensis (Coelho, Bogutskaya, Rodrigues & Collares-Pereira, 1998)
43. Squalius turcicus De Filippi, 1865
44. Squalius ulanus (Günther, 1899)
45. Squalius valentinus Doadrio & Carmona, 2006
46. Squalius vardarensis Karaman, 1928
47. Squalius zrmanjae Karaman, 1928, zrmanjski klen